# Rameno Lodního kýlu-Střelce

Pozorované struktury spirálních ramen Mléčné dráhy.

Rameno Lodního kýlu-Střelce (také známé jako Rameno Střelce nebo Rameno Střelce-Lodního kýlu) je menší spirální rameno naší domovské galaxie Mléčné dráhy. Každé spirální rameno je dlouhá difúzní zakřivená struktura hvězd, která vybíhá z galaktického středu. Tyto gigantické struktury jsou často složeny z miliard hvězd a tisíce oblaků plynu. Rameno Lodního kýlu-Střelce je jedním z nejvýraznějších ramen v naší Galaxii s velkým množstvím HII oblastí, mladých hvězd a obřích molekulových mračen.
Mléčná dráha je spirální galaxie s příčkou, která se skládá z centrální příčky, z níž vybíhají směrem ven dvě hlavní a několik vedlejších spirální ramen. Rameno Lodního kýlu-Střelce leží mezi dvěma hlavními spirálními rameny, Ramenem Štítu-Kentaura zevnitř a Ramenem Persea zvenku. Je pojmenováno podle jeho blízkosti k souhvězdím Střelce a Lodního kýlu na noční obloze při pohledu ze Země, ve směru galaktického centra.
Rameno je rozdělena do dvou částí. Zakřivená část směrem ven z galaxie od centrální příčky je Rameno Střelce, vnější část je Rameno Lodního kýlu.

## Menší rameno
V roce 2008 infračervené pozorování pomocí Spitzerova kosmického dalekohledu ukázalo, že Rameno Lodního kýlu-Střelce má relativní nedostatek mladých hvězd, v kontrastu s Ramenem Pravítka. To naznačuje, že Rameno Střelce je menší rameno podél Ramene Pravítka. Obě se zdají být většinou tvořené koncentrovaným plynem, řídce sypaným kapsami nově vzniklých hvězd.

## Viditelné objekty

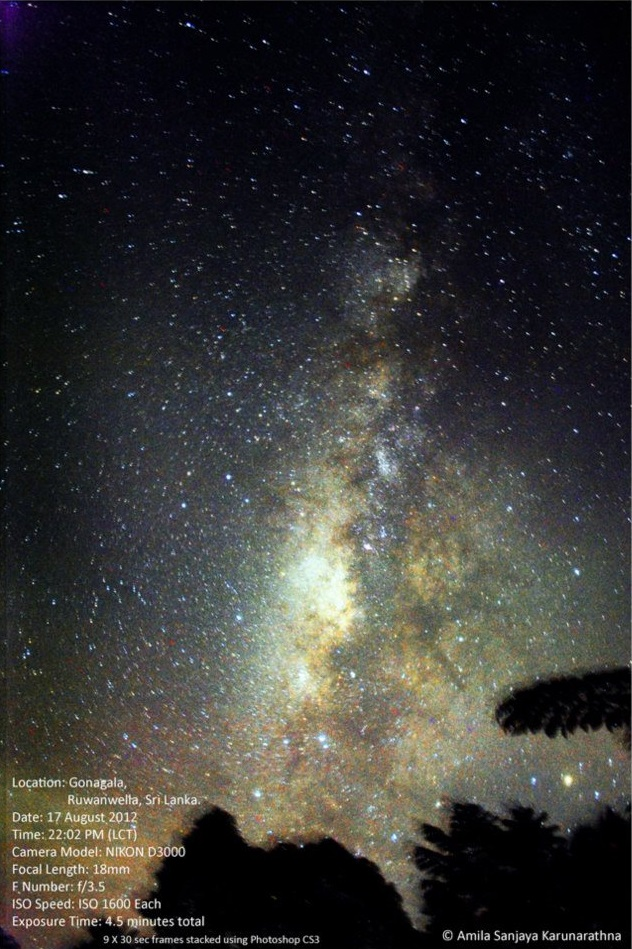
Rameno Střelce Mléčné dráhy.

Řada Messierových objektů a jiných objektů viditelných přes amatérský dalekohled nebo binokulár se nachází v Ramenu Střelce:
- M8, mlhovina Laguna
- M11, hvězdokupa Divoká kachna
- M16, Orlí mlhovina
- M17, mlhovina Omega
- Otevřená hvězdokupa M18
- M20, mlhovina Trifid
- Otevřená hvězdokupa M21
- M24, Hvězdné mračno ve Střelci
- Otevřená hvězdokupa M26
- Kulová hvězdokupa M55
- NGC 3372, mlhovina Carina